# Ievgueni Klevtsov
Ievgueni Petróvitx Klevtsov (en rus Евгений Петрович Клевцов) (Oboian, óblast de Kursk, 3 de març de 1929 - 24 de març de 2003) va ser un ciclista soviètic, d'origen rus, que va córrer durant els anys 50 del segle xx.
Va participar en dos Jocs Olímpics: els de 1952, a Hèlsinki, en què finalitzà el 40è de la cursa en ruta individual; i els de 1960, a Roma, en què guanyà una medalla de bronze en la contrarellotge per equips, junt a Víktor Kapitónov, Aleksei Petrov i Iuri Mélikhov. En aquests mateixos Jocs finalitzà el 33è de la ruta individual.

## Palmarès
- 1956
  - Vencedor d'una etapa de la Cursa de la Pau
- 1958
  - 1r a la Volta a Sotxi i vencedor de 2 etapes
  - Vencedor d'una etapa de la Cursa de la Pau
- 1959
  - 1r a la Volta a Sotxi
- 1960
  -  Medalla de bronze als Jocs Olímpics de Roma en contrarellotge per equips